# Albert Brudzewski
Albert Blar Brudzewski, también conocido como Wojciech Brudzewski y Albert Blar de Brudzewo (en latín: Albertus de Brudzewo; Brudzew, cerca de Kalisz, 1445 – 1497, Vilna) fue un astrónomo polaco, matemático y profesor de la Universidad Jagellónica en Cracovia, dónde residió durante veinte años.
Albert Blar nació en Brudzewo, en el Ducado de Masovia, y fue educado en la Universidad Carolina en Praga. Sus temas de estudio fueron la Teoría de Georg von Peuerbach sobre los Planetas y las Tablas Astronómicas de Regiomontano. Dio su último curso de Astronomía en Cracovia en el año 1490.
El alumno más famoso de Brudzewski fue Nicolás Copérnico quien se matriculó después de 1490,  un tiempo en el que Brudzewski sólo daba Aristóteles. Se cree que Copérnico tuviera discusiones privadas con Brudzewski a cerca de sus teorías ya que Albert Blar estaba en constante contacto con los estudiantes debido a su posición de jefe de un dormitorio de estudiantes, llamado Bursa Hungarorum.
Albert Blar de Brudzewski dejó Cracovia en 1494 y fue a Vilna como secretario del Gran Duque de Lituania, Alejandro Jagellón, quien después se convertiría también en el Rey Alejandro de Polonia.